# Eternal Endless Infinity
«Eternal Endless Infinity» — дебютний студійний альбом австрійського симфо-павер-метал-гурту Visions of Atlantis. Реліз відбувся 21 жовтня 2002 року.

## Список композицій
1. "Intro" – 0:16
2. "Lovebearing Storm" – 5:24
3. "Silence" – 5:06
4. "Mermaid's Wintertale" – 3:11
5. "Lords of the Sea" – 5:08
6. "Seduced Like Magic" – 4:57
7. "Eclipse" – 6:17
8. "The Quest" – 5:38
9. "Chasing the Light" – 4:33
10. "Atlantis, Farewell..." – 3:47

Бонусні треки Нового видання
1. "Lovebearing Storm" – 6:56
2. "Mermaid's Wintertale" – 3:28
3. "Seduced Like Magic" – 6:10

## Учасники запису
- Ніколь Богнер — жіночий вокал
- Крістіан Штані — чоловічий вокал
- Томас Кейсер — ударні
- Кріс Кампер — клавішні
- Майк Корен — бас-гітара
- Вернер Фідлер — гітари